# Qualea labouriauana
Qualea labouriauana är en tvåhjärtbladig växtart som beskrevs av Paula. Qualea labouriauana ingår i släktet Qualea och familjen Vochysiaceae. Inga underarter finns listade i Catalogue of Life.